# Bogdany (Frombork)
Bogdany (deutsch Sonnenberg) ist ein Ort in der polnischen Woiwodschaft Ermland-Masuren. Er gehört zur Stadt-und-Land-Gemeinde Frombork (Frauenburg) im Powiat Braniewski (Kreis Braunsberg).

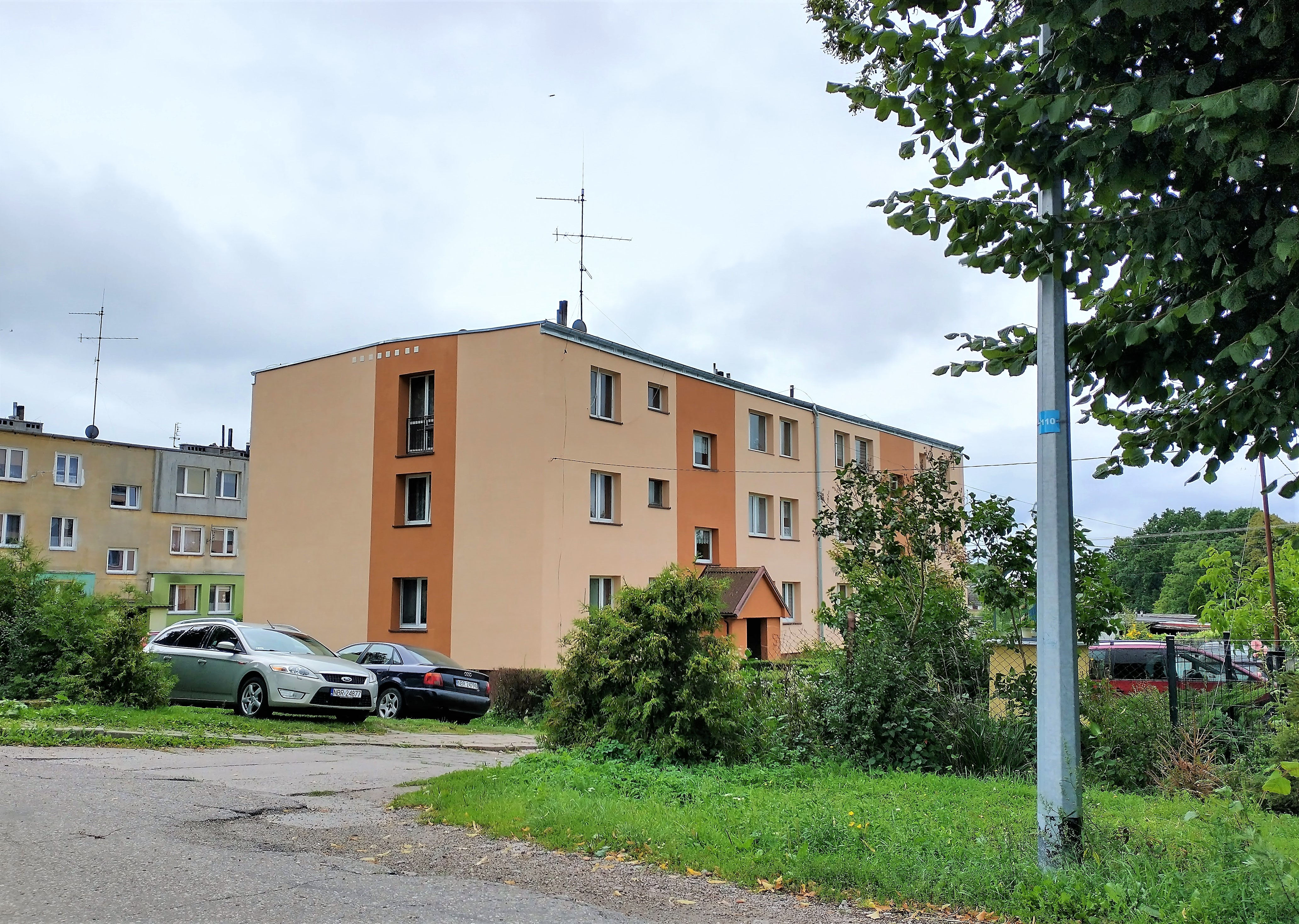
Wohngebäude in Bogdany

## Geographische Lage
Bogdany liegt ostseitig der Baude (polnisch Bauda) im Nordwesten der Woiwodschaft Ermland-Masuren, neun Kilometer südwestlich der Kreisstadt Braniewo (Braunsberg).

## Geschichte

### Ortsgeschichte
Sonnenberg war vor 1945 ein Gutsort mit großem Park und ansehnlicher Allee. Am 18. Juni 1874 wurde der Ort Amtsdorf und damit namensgebend für einen Amtsbezirk im ostpreußischen Kreis Braunsberg im Regierungsbezirk Königsberg, dem anfangs zwölf Dörfer zugehörten 43 Einwohner zählte Sonnenberg im Jahre 1910.
Am 30. September 1928 verlor Sonnenberg seine Eigenständigkeit und wurde nach Betkendorf (polnisch Biedkowo) eingemeindet. Wenige Wochen später – am 5. November 1928 – wurde der Amtsbezirk Sonnenberg in „Amtsbezirk Betkendorf“ umbenannt.
Als 1945 in Kriegsfolge das gesamte südliche Ostpreußen an Polen fiel, erhielt Sonnenberg die polnische Namensform „Bogdany“. Heute ist der Ort als eine Osada (= „Siedlung“) in der Gmina Frombork (Stadt-und-Land-Gemeinde Frauenburg) im Powiat Braniewski (Kreis Braunsberg) eingegliedert, von 1975 bis 1998 der Woiwodschaft Elbląg, seither der Woiwodschaft Ermland-Masuren zugehörig. Bogdany zählte im Jahre 2021 190 Einwohner.

### Amtsbezirk Sonnenberg (1874–1928)
In der Zeit seines Bestehens gehörten zum Amtsbezirk Sonnenberg die Dörfer:
| Deutscher Name                     | Polnischer Name | Anmerkungen                                                 |
| ---------------------------------- | --------------- | ----------------------------------------------------------- |
| Betkendorf                         | Biedkowo        |                                                             |
| Dittersdorf                        | Krzywiec        | 1928 nach Vierzighuben, Amtsbezirk Rautenberg, umgegliedert |
| Drewsdorf                          | Drewnowo        |                                                             |
| Koßwald, Forst (Födersdorf, Forst) | Kozka Leśna     | 1928 in die Stadt Frauenburg eingegliedert                  |
| Kreutzdorf                         | Krzyżewo        |                                                             |
| Lindwald                           | Lipówka         | 1928 nach Betkendorf eingemeindet                           |
| Narz                               | Narusa          | 1928 in die Stadt Frauenburg eingegliedert                  |
| Neufeld                            | Nowiny          | 1881 nach Schafsberg eingemeindet                           |
| Rahnenfeld                         | Ronin           | 1928 in die Stadt Frauenburg eingegliedert                  |
| Sankau                             | Sądkowo         | 1928 in die Stadt Frauenburg eingegliedert                  |
| Schafsberg                         | Baranówka       |                                                             |
| Sonnenberg                         | Bogdany         | 1928 nach Betkendorf eingemeindet                           |

Gehörten 1874 noch zwölf Dörfer zum Amtsbezirk Sonnenberg, so waren es aufgrund struktureller Veränderungen 1928 nur noch vier, die dann bis 1945 den Amtsbezirk Betkendorf bildeten.

## Religion
Bogdany gehört heute wie Sonnenberg vor 1945 zur römisch-katholischen Pfarrei in Frombork (Frauenburg). Sie gehört heute zum Dekanat Braniewo (Braunsberg) im Erzbistum Ermland.
Bis 1945 war Sonnenberg außerdem in die evangelische Kirche Frauenburg in der Kirchenprovinz Ostpreußen der Kirche der Altpreußischen Union einbezogen. Evangelische Einwohner Bogdanys gehören jetzt zur Evangelisch-Augsburgischen Kirche in Polen.

## Verkehr

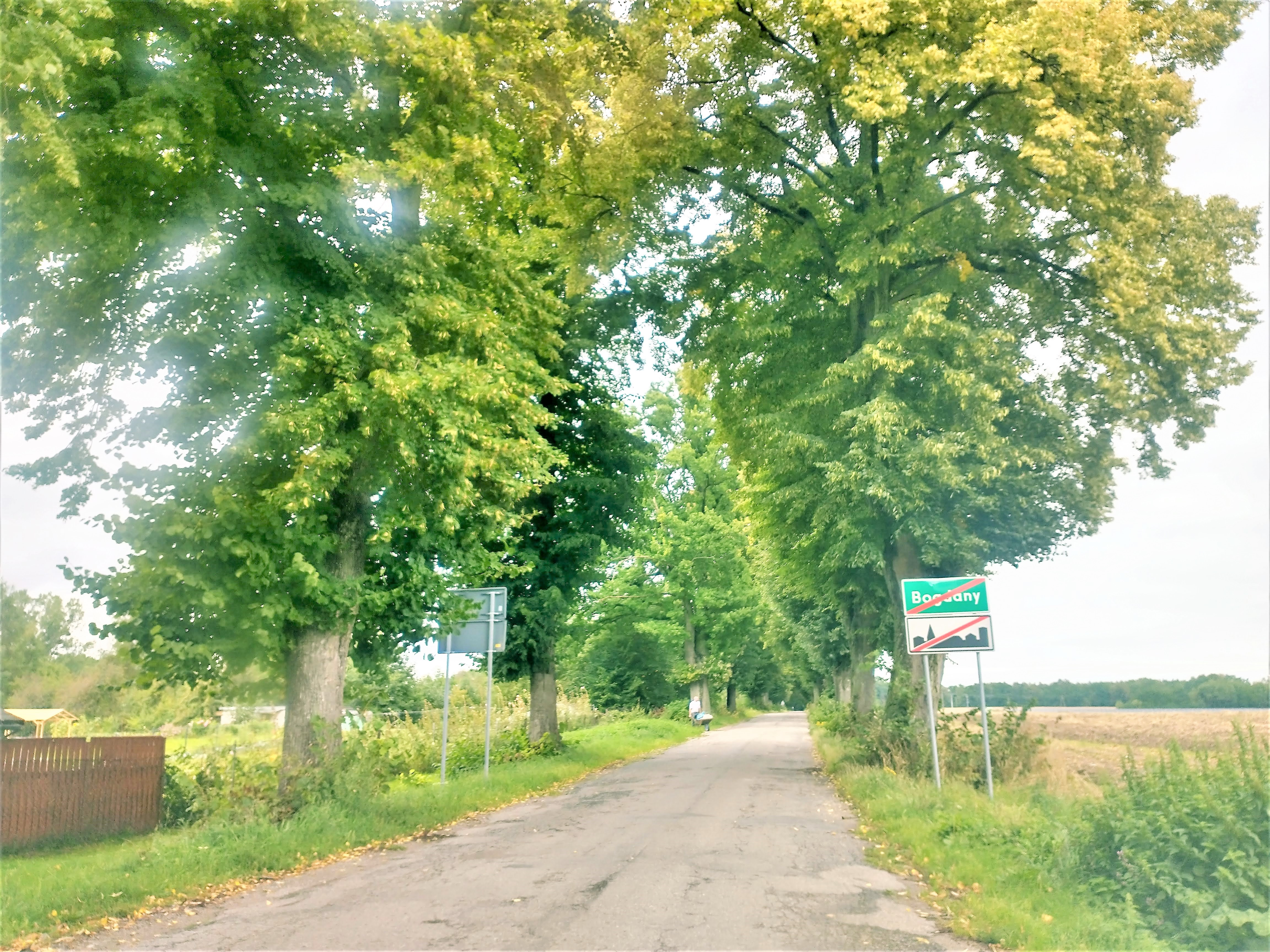
Ortsausfahrt Bogdany

Bogdany liegt an einer Nebenstraße, die südlich von Frombork (Frauenburg) von der Woiwodschaftsstraße 505 abzweigt und über Biedkowo (Betkendorf) bis nach Lipówka (Lindwald) führt, wo sie auf die Landesstraße 54 trifft.
Eine Anbindung an den Bahnverkehr besteht nicht.